# Chiesa di Sant'Anna (Budapest)
La chiesa di Sant'Anna di Budapest è un luogo di culto di religione cattolica. È la chiesa parrocchiale del quartiere di Víziváros, nel centro storico della capitale ungherese.

## Storia e descrizione
Inizialmente destinata alla Compagnia di Gesù, la chiesa è opera di un architetto il cui nome ci è sconosciuto. Nel 1740 fu avviata la ricostruzione dell'edificio secondo il progetto dell'architetto Kristóf Hámon; in seguito alla sua morte, i lavori furono proseguiti da Mátyás Nepauer. Il terremoto del 1763 e lo scioglimento dell'Ordine dei gesuiti dieci anni dopo causarono ritardi nel completamento dei lavori, per cui la chiesa rimase sconsacrata fino al 1805.
La chiesa di Sant'Anna è uno dei massimi esempi di architettura barocca a Budapest. Sulla facciata, affiancata da due torri gemelle impreziosite da guglie barocche, sono visibili lo stemma di Buda e, poco sopra, due angeli inginocchiati, simbolo della Trinità. All'interno, spicca il pulpito, realizzato nel 1773 da Károly Bebó, i cui bassorilievi sono stati aggiunti più recentemente. L'organo dorato fu trasferito dalla chiesa delle carmelitane alla chiesa di Sant'Anna alla fine del XVIII secolo in seguito allo scioglimento dell'Ordine delle carmelitane da parte di Giuseppe II d'Austria. Da notare è anche la cupola del coro, affrescata da Gergely Vogl nel 1771, in cui è rappresentata la Trinità; gli affreschi neobarocchi della navata furono aggiunti nel 1938.
L'altare maggiore, considerato una delle opere più pregevoli di Károly Bebó, fu terminato nel 1773. Su di esso si può ammirare il gruppo scultoreo di Maria bambina nel tempio di Gerusalemme in compagnia della madre, sant'Anna. L'altare laterale, che raffigura san Francesco il redentore, fu realizzato da Antal Eberhardt nel 1768 ed è in stile tardobarocco; il pannello centrale è però opera di Franz Wagenschön.